# Притвиц, Николай Карлович
Барон Николай Карлович Притвиц (нем. Nicolaus Carl Leonhard Hans von Prittwitz, 1835—1896) — участник подавления восстания в Польше 1863—1864 годов и Русско-турецкой войны 1877—1878 годов, командир лейб-гвардии Уланского Его Величества полка, начальник 1-й бригады кавалерийского запаса, генерал-лейтенант.

## Биография
Притвиц родился 11 марта 1835 года в Санкт-Петербурге и принадлежал к старинному дворянскому роду немецкого происхождения. Его отец и дяди занимали видное место в русской армии: Карл Карлович Притвиц был генералом от кавалерии и генерал-адъютантом, Павел Карлович Притвиц — генерал-лейтенантом и сенатором, Фёдор Карлович Притвиц — директором Училища гражданских инженеров и Строительного училища Главного управления путей сообщения и публичных зданий, генерал-майором Корпуса инженеров путей сообщения.
Получив образование в Пажеском корпусе, Притвиц 13 августа 1853 года был выпущен из камер-пажей с чином корнета в лейб-гвардии Уланский Его Величества полк, 12 апреля 1859 года произведён в поручики, а 17 апреля 1862 года — в штабс-ротмистры и принял участие в подавлении восстания в Польше 1863—1864 годов, получив 30 августа 1863 года чин ротмистра.
13 февраля 1866 года Притвиц был пожалован во флигель-адъютанты и 12 мая следующего года произведён в полковники; на протяжении 8 лет командовал эскадроном, а затем дивизионом лейб-гвардии Уланского Его Величества полка. 23 апреля 1872 года назначен командиром 2-го лейб-гусарского Павлоградского полка, а 27 июля 1876 года переведён на должность командующего лейб-гвардии Уланским Его Величества полком, во главе которого принял участие в Русско-турецкой войне 1877—1878 годов, в ходе которой 1 января 1878 года произведён в генерал-майоры с зачислением в Свиту (со старшинством с 28 октября 1877 года) и награждён за оказанные отличия орденами Святого Владимира 4-й степени с мечами и бантом и Святого Владимира 3-й степени с мечами и золотым оружием с надписью «За храбрость».
После 7 лет командования лейб-гвардии Уланским Его Величества полком Притвиц 1 июля 1883 года был назначен начальником 1-й бригады кавалерийского запаса (с оставлением в списках полка) и занимал эту должность вплоть до конца своей жизни, получив 30 августа 1886 года чин генерал-лейтенанта.
23 февраля 1894 года Николаю Карловичу Притвицу и его брату, статскому советнику, состоявшему в звании камергера Карлу Карловичу Притвицу было Высочайшим указом предоставлено вместе с нисходящим потомством пользоваться баронским титулом, с которым их отец был принят на русскую службу.
27 ноября 1896 года Притвиц скончался в Москве на 62-м году жизни (исключён из списков умершим 16 декабря) и был похоронен в Новодевичьем монастыре.
Притвиц был женат (с 1873 года) на баронессе Марии Дмитриевне Шеппинг (1848—1915), дочери историка и этнографа барона Д. О. Шеппинга. От этого брака имел четверых детей. Его сын Дмитрий Николаевич Притвиц (род. 21 ноября 1876), полковник лейб-гвардии 4-го стрелкового полка, после Октябрьской революции 1917 года вступил в РККА, где служил на командных и штабных должностях.

## Награды
За свою службу Притвиц получил многочисленные награды, в их числе:
- Орден Святой Анны 3-й степени (1863 года)
- Орден Святого Станислава 2-й степени (1866 год; Императорская корона к этому ордену пожалована в 1868 году)
- Орден Святой Анны 2-й степени (1870 год; Императорская корона к этому ордену пожалована в 1874 году)
- Орден Святого Владимира 4-й степени с мечами и бантом (1878 год)
- Золотое оружие с надписью «За храбрость» (1878 год)
- Орден Святого Владимира 3-й степени с мечами (1878 год)
- Орден Святого Станислава 1-й степени (1881 год)
- Орден Святой Анны 1-й степени (1884 год)
- Орден Святого Владимира 2-й степени (1890 год)
- Орден Белого орла (1895 год)